# Mecz NBA
Ten artykuł opisuje zagadnienie koszykarskie zgodne z normami NBA.
Zasady w ligach FIBA, NCAA lub innych mogą różnić się od tutaj przedstawionych.
Mecz – w koszykówce według zasad NBA składa się z czterech dwunastominutowych kwart i ewentualnych dogrywek. Podczas meczu grają przeciwko sobie dwie drużyny. Na boisku znajduje się po 5 zawodników z każdej z nich.

## Rozpoczynanie kwart meczu

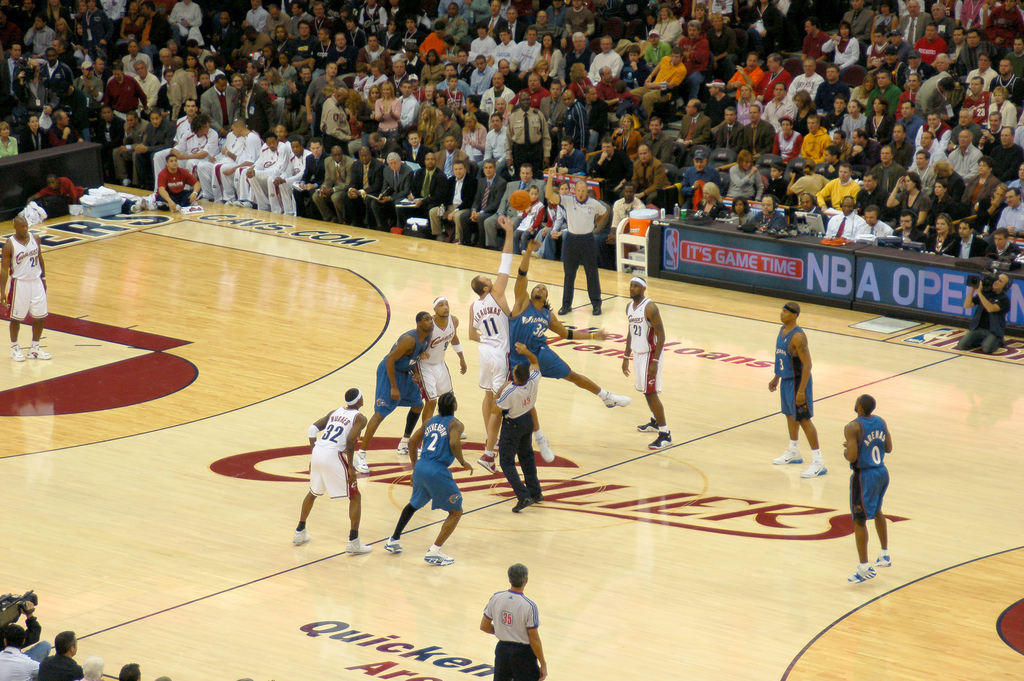
Rzut sędziowski rozpoczynający mecz i każdą dogrywkę.

Mecz (a więc pierwsza kwarta) rozpoczyna się rzutem sędziowskim. Drużyna, która jako pierwsza w meczu zdobyła posiadanie piłki, ma prawo do wprowadzenia piłki do gry z linii końcowej boiska po stronie przeciwnika na rozpoczęciu czwartej kwarty. Drugi zespół będzie mógł wprowadzić piłkę z autu z linii końcowej boiska po stronie swojego przeciwnika na początku drugiej i trzeciej kwarty.
Każda dogrywka rozpoczyna się rzutem sędziowskim.

## Zakończenie kwarty
Kwarta (lub dogrywka) kończy się, w momencie, gdy czas gry na nią przeznaczony upłynął.
Wyjątki od tej reguły:
- Jeśli podczas wykonywania rzutu z gry, w momencie lotu piłki w kierunku kosza, upłynie czas gry, kwarta zostaje zakończona dopiero w momencie w którym rzut jest celny, niecelny lub piłka zostaje dotknięta przez gracza ataku[4];
- Jeśli gwizdek sędziego zabrzmi przed sygnałem dźwiękowym tablicy wyników lub :00.0 na zegarze, dana część meczu się nie kończy, a czas musi zostać doliczony[5];
- Jeśli podczas próby rzutu z gry, w momencie lotu piłki w kierunku kosza, rozbrzmiewa sygnał tablicy wyników informujący o zakończeniu części meczu, a następnie piłka zostaje dotknięta:
  - przez gracza ataku, rzut, jeśli był celny, powinien zostać zaliczony,
  - przez gracza obrony, dana część meczu zostaje natychmiast zakończona[6];
- Jeśli przerwa na żądanie następuje, gdy czas danej części meczu upływa, część meczu zostaje zakończona, a przerwa na żądanie nie powinna zostać przyznana[7];
- Jeśli następuje faul na zawodniku rzucającym lub wykonany przez zawodnika rzucającego, dana część gry zostaje zakończona, po tym, gdy faul zostanie ukarany[8].

Jeżeli piłka staje się martwa, a zegar gry pokazuje :00.0, część gry zostaje zakończona, nawet jeśli nie rozbrzmiał sygnał tablicy wyników informujący o zakończeniu części meczu.
W określonych sytuacjach sędziowie mają prawo do skorzystania z nagrania przedstawiającego ostatnie chwile danej części meczu, by określić czy dany faul popełniony na lub przez zawodnika wykonującego rzut, w celu określenia, czy przewinienie miało  miejsce przed upłynięciem czasu gry, lub czy rzucający wypuścił piłkę z rąk przed upływem czasu, jeśli faul nastąpił po upływie czasu gry.